# エスピー楽器製作所
有限会社エスピー楽器製作所（エスピーがっきせいさくしょ）は、静岡県磐田市にあるピアノの修理・調律を行う会社である。手作業で作られるシュベスター（Schwester）ブランドのピアノの製造元として知られている。受注生産を行っていたが、フレームの在庫がなくなったため2016年時点で新規のピアノ製造を休止している。「エスピー」はシュベスター・ピアノ（Schwester piano）の略。

## 沿革
- 1929年: 東京蒲田で前身の協信社ピアノ製作所が設立[4][5]。松崎妙、松川賢一、小原太作の3人の技術者によって創業された[6]。各所でピアノ製造技術を学んだ松崎、木工の松川、塗装の小原の3人が100円ずつ出資したのであった[7]。松崎は松本ピアノで修行し、初期のアップライトピアノはドイツのツィンマーマンをコピーした松本ピアノのさらにコピーであった[6]。1953年に調律師の斎藤義孝の意向を受け、ベーゼンドルファーのアップライトのコピーに変更された[6][8]。
- 1958年: シュベスターピアノ製造(株)へ名称変更[4]
- 1978年: 静岡県磐田市に移転
- 1981年: (有)エスピー楽器製作所設立[4]

## 製造ブランド
協信社時代からのブランドを含む。
- HASHIMOTO（ハシモト）
- PRIMATONE（プリマトーン）
- SCHWESTER（シュベスター）: ドイツ語で「姉妹」の意